# Salmanasser IV
Salmanasser IV was koning van Assyrië (783 - 773 v.Chr.).
Hij volgde zijn vader Adad-nirari III op en werd zelf opgevolgd door zijn broer Assur-dan III. Van zijn regering is erg weinig bekend.
Volgens de limmu eponiemencanon hield hij een aantal veldtochten tegen Urartu (het huidige Armenië), maar waarschijnlijk heeft dit betrekking op defensieve acties tegen aanvallen van Urartu. Hij werd in zijn macht danig beperkt door de groeiende invloed van hoge hofambtenaren, vooral die van Shamshi-ilu, die in zijn tijd opperbevelhebber was.